# 青山幸督
青山 幸督（あおやま よしまさ）は、江戸時代前期から中期にかけての大名。摂津国尼崎藩の第3代藩主。官位は従五位下・播磨守。幸成系青山家3代。

## 略歴
寛文5年（1665年）、青山幸実（第2代藩主・青山幸利の長男）の長男として誕生した。父・幸実は病弱だったため、祖父・幸利によって廃嫡され、幸督が祖父の世継となった。貞享元年（1684年）9月29日、祖父の死去により家督を継いだ。貞享3年（1686年）11月27日に奏者番に任じられ、元禄12年（1699年）10月13日に寺社奉行を兼帯する。
元禄15年（1702年）6月5日、寺社奉行は御役御免。奏者番は留任。奏者番在職中の宝永7年（1710年）8月18日、尼崎で病死した。享年46。
長男の幸秀が家督を継いだ。同年8月21日、弟の幸澄に新田2000石が分与となる。
『土芥寇讎記』第二十四集に青山幸明名義で記載がある。血気盛んで哀憐無し、など祖父の幸利とも比較されつつあまりよい評価はされていない。

## 系譜
父母
- 青山幸実（父）
- 井上正利の娘

正室
- 南部行信の娘

側室
- 角田氏

子女
- 青山幸秀（長男）
- 青山忠朝（次男） 生母は角田氏
- 青山幸能

## 青山幸督を演じた俳優

### 映画・テレビドラマ
- 武周暢（テレビドラマ『水戸黄門』1977年）
- 西園寺章雄（テレビドラマ『水戸黄門』2000年）